# Gaberje (gmina Lendava)
Gaberje (węg. Zalagyertyános, Gyertyános) – wieś w Słowenii, w gminie Lendava. 1 stycznia 2018 liczyła 504 mieszkańców.